# Phaedon fulgida
Phaedon fulgida es una especie de insecto coleóptero de la familia Chrysomelidae.
Fue descrita científicamente en 2003 por Ge & Wang in Ge, Yang & Cui.